# 季芝昌
季芝昌（1791年—1860年），字仙九，一字雲書，江蘇江陰桐岐人，晚清軍機大臣，曾國藩的座師。

## 生平
道光十二年（1832年）一甲第三名進士（探花），授翰林院編修。十三年，任山東學政。十九年，授詹事府少詹事、詹事。十九年，主持江西鄉試。二十年，擔任浙江學政，兼署禮部侍郎。二十三年，授禮部侍郎，調倉場侍郎，出任安徽學政。二十四年，調任吏部左侍郎，代理戶部侍郎。二十七年，充武英殿副總裁。二十八年，外放山西巡撫，旋署吏部右侍郎，未幾，授戶部左侍郎。二十九年，命在軍機大臣上行走。三十年，擢都察院左都御史。同年，道光帝病危，季芝昌作为军机大臣之一，入至寝宫。在道光帝于床内取金匣，立皇太子时，诸臣均不敢接，道光帝连以手拍床，诸臣见上怒，方接匣出启。据《荷香馆琐言》记载，诸臣均不敢受匣，即由季芝昌指使。又据台湾学者林文仁考证，指使季者为恭亲王母康慈太妃。咸豐元年，任閩浙總督，次年兼署福州將軍。三年，因病乞休。十年卒于家，未于恤典，因季氏卷入皇位之争，其遭遇亦有清之仅有。諡文敏。

## 著作
有《丹魁堂詩集》、《外集》、《詩賦合鈔》、《怡云館試貼》存世，自訂《年譜》并附有《感遇錄》一卷。

## 外部連結
- 季芝昌 中國無錫

1. ↑  十年砍柴 <晚清一百年 (下) > P97